# Aligot amazònic
L'aligot amazònic (Buteogallus schistaceus) és una espècie d'ocell de la família dels accipítrids (Accipitridae). Habita zones de bosc prop de l'aigua d'Amèrica del Sud, a l'est de Colòmbia, sud de Veneçuela, est de l'Equador i del Perú, nord i est de Bolívia i sud del Brasil amazònic. El seu estat de conservació es considera de risc mínim.

## Taxonomia
Tradicionalment inclòs al gènere Leucopternis, s'inclou avui al gènere Buteogallus, arran els treballs d'Amaral et al. (2009)